# Wangary
Wangary är en ort i Australien. Den ligger i regionen Lower Eyre Peninsula och delstaten South Australia, omkring 290 kilometer väster om delstatshuvudstaden Adelaide. Antalet invånare är 289. Den ligger vid sjön Lake Wangary.
Trakten runt Wangary är nära nog obefolkad, med mindre än två invånare per kvadratkilometer.. Wangary är det största samhället i trakten. 
Trakten runt Wangary består i huvudsak av gräsmarker. Genomsnittlig årsnederbörd är 585 millimeter. Den regnigaste månaden är juni, med i genomsnitt 126 mm nederbörd, och den torraste är januari, med 16 mm nederbörd.